# Ludvig Faddéiev
Ludvig Faddéiev (rus: Людвиг Дмитриевич Фаддеев)  (Sant Petersburg, 23 de març de 1934 - Sant Petersburg, 26 de febrer de 2017) va ser un matemàtic rus soviètic.

## Vida i Obra
Era fill dels coneguts matemàtics Dmitri i Vera Faddéiev. Durant el setge de Leningrad (1940-1944) tota la família va ser evacuada a Kazan. Abans de la guerra havia estudiat piano al conservatori de Leningrad, però aquest allunyament el va privar de convertir-se en director d'orquestra com havia somniat. Després de retornar a Leningrad, va acabar els estudis secundaris el 1951 i va ingressar en la universitat Estatal de Leningrad per estudiar física. El 1956 es va graduar, especialitzan-se en física matemàtica, i va començar els seus estudis de postgrau. El 1959 va obtenir el doctorat sota la direcció d'Olga Ladíjenskaia.
A partir de 1960 va combinar la docència a la universitat de Leningrad amb la recerca a l'Institut Steklov de Matemàtiques, Secció de Sant Petersburg. Des de 1990 va ser també professor a temps parcial de la universitat de Hèlsinki. El 1995, quan la secció de Sant Petersburg de l'Institut Steklov va esdevenir un Institut de l'Acadèmia de Ciències de Rússia, Faddéiev en va ser el seu primer president amb l'objectiu d'integrar-lo en el Institut Internacional Euler que ell mateix havia fundat a Sant Petersburg el 1988.
Faddéiev va ser autor o coautor de cinc llibres i mes de cent vuitanta articles científics en diversos camps de la física matemàtica. D'especial interés, per la seva posterior influència, van ser els seus treballs conjunts amb el físic Victor Popov que van portar a la introducció dels camps fantasmes i al refinament de la teoria de Yang-Mills.